# Andradea floribunda
Andradea floribunda är en underblomsväxtart som beskrevs av Allemao. Andradea floribunda ingår i släktet Andradea och familjen underblomsväxter. Inga underarter finns listade i Catalogue of Life.